# Flugunfall der Swissair bei Shannon
Der Flugunfall der Swissair bei Shannon ereignete sich auf einem interkontinentalen Auslieferungsflug der Swissair von San Diego nach Zürich mit Zwischenstopps in New York City, Gander und Shannon am 15. Juli 1956. Im Endanflug auf den Flughafen Shannon verloren die Piloten die Kontrolle über die Maschine, die daraufhin zu Boden stürzte und auseinanderbrach. Bei dem Unfall starben alle vier Insassen der Maschine.

## Maschine
Die betroffene Maschine war eine 1956 gebaute Convair CV-440-11 mit der Werknummer 335. Sie wurde am 11. Juli 1956 mit dem Luftfahrzeugkennzeichen HB-IMD von der Swissair übernommen. Das zweimotorige Mittelstreckenflugzeug war mit zwei Sternmotoren des Typs Pratt & Whitney R-2800 Double Wasp ausgerüstet.

## Insassen
Auf dem Überführungsflug befand sich lediglich eine vierköpfige Besatzung an Bord der Maschine. Der Kapitän und der Erste Offizier waren US-Amerikaner.

## Unfallhergang
Die Maschine starte am 12. Juli 1956 um 04:07 Uhr GMT aus San Diego zum Überführungsflug. Am 14. Juli um 12:40 Uhr startete die Maschine in New York und traf am gleichen Tag um 16:59 Uhr GMT in Gander ein. Nach einem kurzen Zwischenstopp startete sie um 17:48 Uhr GMT zum Weiterflug. Nach einer routinemässigen Atlantiküberquerung ohne besondere Vorkommnisse wurde um 0:08 Uhr die Freigabe zum Anflug auf Shannon erteilt, anschliessend erhielten die Piloten die Anweisung, Warteschleifen zu fliegen, da bereits vier weitere in der Gegend befindliche Flugzeuge auf eine Landefreigabe warteten. Um 01:25 Uhr leiteten die Piloten einen Ground Controlled Approach auf Landebahn 23 ein, den sie fortsetzten, bis sie Sichtkontakt mit dem Boden herstellen konnten. Sie wechselten daraufhin kurzentschlossen zu einem Anflug auf Landebahn 05. Während des Fluges der Kurve für den Endanflug auf Landebahn 05 begann die Maschine, die einen steilen Rollwinkel hatte, plötzlich zu sinken. Die Convair schlug um 01:35 Uhr Ortszeit auf dem Boden auf, wobei alle vier Insassen getötet wurden. Ein Brand brach nicht aus.

## Ursache
Die Unfallermittler kamen zu dem Schluss, dass die mögliche Unfallursache eine Fehleinschätzung gewesen ist, die dem Kapitän der Convair unterlaufen war. Dies habe dazu geführt, dass eine abnorm scharfe Kurve für den Endanflug geflogen wurde, wodurch die Kontrolle über die Maschine verloren gegangen sei und die Convair auf dem Boden aufgeschlagen habe.
Als möglicher beitragender Faktor wurde vermerkt, dass die Besatzung für die Durchführung eines solchen Manövers in geringer Höhe und bei Nacht nicht genug visuelle Referenzpunkte gehabt habe. Es wurde zudem vermutet, dass die Piloten aufgrund ihrer langen Dienstzeit in ihrer Urteils- und Handlungsfähigkeit eingeschränkt gewesen waren.